# Пекич, Душан
Душан Пекич (серб. Душан Пекић , 23 июня 1921 , Хорватия — 7 декабря 2007, Белград) — югославский политический, военный и партийный деятель, участник Народно-освободительной борьбы Югославии, Народный герой Югославии. После войны — начальник Генерального штаба югославской народной армии, генерал-лейтенант.

## Биография
Родился в бедной крестьянской семье близ г. Кордун в Хорватии. Сразу после начала войны в Югославии вступил в первый боевой отряд, под командованием В. Холеваца, один из организаторов восстания в Кордуне. Член Коммунистической партии Югославии с ноября 1941 г. Участник операции по освобождению партизана Марияна Чавича, находящегося под арестом в больнице Карловаца. Однако, спасти товарища не удалось, так как того уже перевели из больницы. В завязавшемся бою партизаны убили двух усташей и нескольких итальянских солдат, потеряв одно человека убитым и одного — раненым. Операция нанесла серьёзный ущерб репутации оккупационных сил.
В мае 1942 г. был назначен военным политическим комиссаром первого хорватского пролетарского батальона, с которым участвовал во многих сражениях, во время перехода батальона из Кордун в Костаньевац получил тяжёлое ранение при бомбардировке противника. Благодаря Пекичу, была установлена потерянная связь Верховного штаба партизанской армии со штабом партизанских отрядов в Хорватии.
В 1943 Пекич — первый политкомиссар первого батальона 13-й пролетарской ударной бригады, затем — командиром второго батальона, В августе 1943 — заместитель командира бригады.
Осенью 1943 во время немецкого наступление на Жумберак, был тяжело ранен. После выздоровления назначен начальником штаба 34-й хорватской партизанской дивизии.
После окончания войны, занимал ряд ответственных постов в Югославской народной армии. Был командиром дивизии, командиром механизированного корпуса, начальником учебного центра, начальником Генерального штаба югославской народной армии, заместителем главного инспектора. Он имел звание генерал-лейтенанта.